# Hamana incita
Hamana incita är en insektsart som beskrevs av Van Duzee 1923. Hamana incita ingår i släktet Hamana och familjen dvärgstritar. Inga underarter finns listade i Catalogue of Life.